# 恋をリリース
「恋をリリース」（こいをリリース）は、松任谷由実の41枚目のシングル。2012年3月14日にEMIミュージック・ジャパンからリリースされた（TOCT-40395）。

## 解説
- 前作『ダンスのように抱き寄せたい/バトンリレー』からおよそ1年9か月ぶりの新作シングル。
- 翌年リリースしたアルバム『POP CLASSICO』には「恋をリリース」は未収録だが、カップリングの「夜明けの雲」は収録されている。
- 「夜明けの雲」は本作発売前に配信限定シングルとしてリリースされており、映画『RAILWAYS 愛を伝えられない大人たちへ』の主題歌となっており、前作に引き続き書き下ろされた楽曲であり、松任谷は本作に関して前回とはアプローチを変えて制作に取り組んだと語っており、「前作主題歌『ダンスのように抱き寄せたい』は、歌に登場する主人公たちの主観と視点から入り込んでおりましたが、『夜明けの雲』の方では、少し俯瞰から見つめた形となっておりまして、静かでありながら決して消えない不変の愛情を綴った大人の愛の歌として仕上げております。そして舞台が富山としていると言う事で、遥かに続く立山連と線路と言うヨーロピアンな情景を連想させるような風景も曲の中に織り込んでいます。」と語っている[2]。

## 収録曲
1. 恋をリリース -Releasing My Love-[3] [3:53]
  - 東海テレビ/フジテレビ系昼ドラ『鈴子の恋 ミヤコ蝶々女の一代記』主題歌。
2. 夜明けの雲 -Clouds At Dawn- [4:08]
  - 松竹配給映画『RAILWAYS 愛を伝えられない大人たちへ』主題歌。

## 参加ミュージシャン
- キーボード：松任谷正隆
- ドラム&タンバリン：河村 "カースケ" 智康（#1）
- ベース：美久月千晴
- エレクトリック・ギター：鳥山雄司（#1） / 松任谷正隆
- トランペット：西村浩二, 横山均（#1）
- トロンボーン：中川英二郎（#1）
- サキソンフォン：山本拓夫（#1）
- ヴァイオリン：栄田嘉彦, 小倉達夫, 桐山なぎさ, 矢野晴子, 今野均, 押鐘貴之, 渡辺一雄, 藤家泉子, 三木希生子, 吉田翔平（#2）
- ビオラ：渡部安見子, 細川愛子（#2）
- チェロ：阿部雅士, 篠崎由紀（#2）
- コーラス：松岡奈穂美, 須藤美恵子, 齋藤典子（#1） / 松任谷由実（#2）

## 収録アルバム
- 恋をリリース
  - アルバム未収録
- 夜明けの雲
  - POP CLASSICO

## 参照
1. ↑  “松任谷由実 - EMI Music Japan”. 2012年3月14日閲覧。
2. ↑  “「RAILWAYS」第2弾、主題歌はユーミン新曲「夜明けの雲」”.   映画.com. 2021年7月21日閲覧。
3. ↑  https://music.apple.com/us/album/releasing-my-love-koi-wo-release-single/1436006159